# Palliatieve zorg

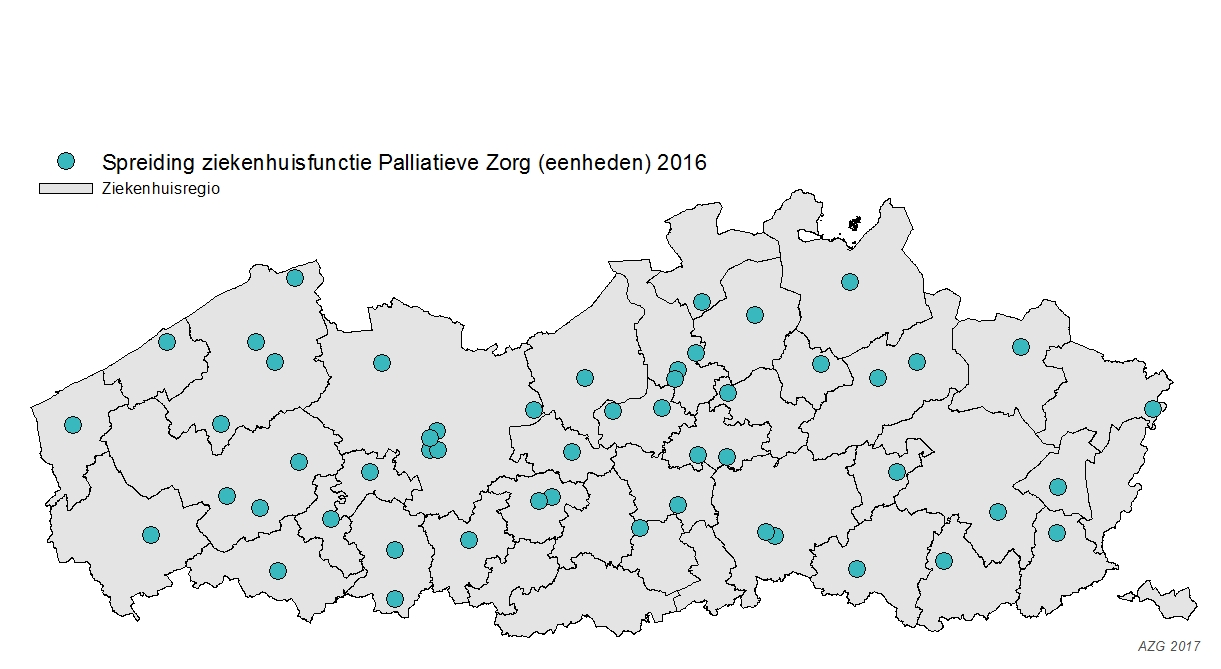
Spreiding van palliatieve zorgafdelingen van ziekenhuizen in Vlaanderen (2016).

Palliatieve zorg is zorg die gericht is op palliatie, dat wil zeggen verzachting of verlichting. Het wordt meestal gebruikt als impliciet contrast met curatieve zorg, medisch en verzorgend handelen met als doel genezing te bereiken. Palliatieve zorg is dus meestal van toepassing als genezing niet (meer) mogelijk is: er zijn onbehandelbare ziekteverschijnselen (refractaire symptomen). Een symptoom is of wordt refractair als geen van de conventionele behandelingen (voldoende snel) effectief zijn en/of deze behandelingen gepaard gaan met onaanvaardbare bijwerkingen. Pijn, benauwdheid en delier zijn de meest voorkomende refractaire symptomen.
Binnen de stervensbegeleiding is tegenwoordig veel aandacht voor palliatieve zorg. Bij mensen die ongeneeslijk ziek zijn en in een vergevorderd stadium van hun ziekte, probeert de palliatieve zorg een continue en totale zorg te bereiken die het lijden zo veel mogelijk beperkt en verzacht. Er zijn instellingen die dergelijke zorg op professionele grondslag aanbieden, zoals hospices, maar ook wordt vaak gebruikgemaakt van vrijwilligers en familieleden (mantelzorgers).
De zorg omvat:
- de lichamelijke (fysieke) verzorging. Hier ligt het accent op het bevorderen van het comfort, bijvoorbeeld pijnbestrijding en andere comfort-verhogende maatregelen. Een van de aspecten van deze vorm van palliatieve zorg is palliatieve sedatie.
- psychologische zorg. Een aanbod (geen verplichting) in het helpen aanvaarden.
- omgevingszorg of sociale aspecten. Ook voor de familie (dikwijls de partner) maakt men tijd om het aanvaardings- en rouwproces te verwerken. Ook de materiële aspecten komen hier aan bod (ziekteverzekering, tijdelijke tussenkomst in verblijfskosten van familieleden in of dicht bij het ziekenhuis, enzovoort)
- existentiële zorg alleen op verzoek van de patiënt: gelovige of morele duiding geven voor existentiële vragen.

Hoewel palliatieve zorg nu erkend en gesubsidieerd wordt (op voorwaarde van medische verantwoording), gebeurt veel van de hulpverlening ook op vrijwillige basis. Vormen van palliatieve zorg kunnen zowel in het ziekenhuis als thuis aangevraagd worden.
Palliatief komt van het Latijnse woord pallium, dit betekent mantel. In de palliatieve zorg wil men zorg die als een mantel de zieke omgeeft. Het herinnert aan de daad van Martinus van Tours (Sint-Maarten) die zijn mantel deelde met een naakte bedelaar.

## WHO-definitie
De Wereldgezondheidsorganisatie (World Health Organization, WHO) heeft in 2002 de volgende definitie vastgesteld:
Palliatieve zorg is een benadering die de kwaliteit van het leven verbetert van patiënten en hun naasten die te maken hebben met een levensbedreigende aandoening, door het voorkomen en verlichten van lijden, door middel van vroegtijdige signalering en zorgvuldige beoordeling en behandeling van pijn en andere problemen van lichamelijke, psychosociale en spirituele aard.

## Geschiedenis
In 1879 werd in Dublin "Our Lady's hospice for the dying" gesticht. In 1967, oprichting in Londen van het "St. Christopher's Hospice" door Dame Cicely Saunders.
In België richtte zuster Leontine als eerste (1990) in het Brusselse Sint-Janziekenhuis een palliatieve eenheid op. Nederland volgde in 1991 met de oprichting van het Johannes Hospice in Vleuten.
Sinds 2005 wordt jaarlijks in oktober de Internationale Dag van de Palliatieve Zorg georganiseerd.